# Мерфи, Морис
Мо́рис Ха́ррисон Мёрфи (англ. Maurice Harrison Murphy; 7 августа 1935, Лондон ― 28 октября 2010) ― британский трубач и музыкальный педагог; солист Лондонского симфонического оркестра и симфонического оркестра Би-би-си, преподаватель Королевского Северного колледжа музыки в Манчестере, кавалер ордена Британской империи.

## Биография
Морис Мёрфи начал заниматься на корнете в возрасте 6 лет. Свою профессиональную карьеру он начал как музыкант духового оркестра. В молодости Мёрфи играл в нескольких ансамблях медных духовых инструментов, параллельно работая электриком в Стокпорте. Первый опыт работы в симфоническом оркестре он получил с Королевским Ливерпульским филармоническим оркестром и оркестом Халле, в составе которых выступал как приглашённый музыкант.
С 1961 по 1976 год Мёрфи был солистом северного симфонического оркестра Би-би-си. С 1974 по 1947 год он преподавал трубу в Королевском Северном колледже музыки. 9 февраля 1977 года Морис Мёрфи стал солистом-концертмейстером группы труб Лондонского симфонического оркестра. Одной из первых его записей в составе этого оркестра стала запись музыки к фильму «Звёздные войны. Эпизод IV: Новая надежда». Именно Мёрфи исполнил соло трубы из главной темы саундтрека. Проиграв в Лондонском симфоническом оркестре 30 лет, он ушёл на пенсию 3 июня 2007 года.
В 2008 году Мёрфи получил награду Международной гильдии трубачей «за незаурядный вклад в искусство игры на трубе». В 2010 году он стал кавалером ордена Британской империи. В этом же году музыкант скончался в возрасте 75 лет.